# Die Schildkröte und der Hase (Film)
Die Schildkröte und der Hase ist ein US-amerikanischer animierter Kurzfilm von Wilfred Jackson aus dem Jahr 1935.

## Handlung
Max Hare (= Hase) und Toby Tortoise (= Schildkröte) beginnen ein Wettrennen. Toby gilt dabei als klarer Außenseiter und tatsächlich sind sogar die Schnecken schneller als er. Max hingegen ist schnell wie der Wind und bald außer Sichtweite. Seine deutliche Überlegenheit lässt ihn überheblich werden. Er legt sich am Rand der Strecke zu einem vermeintlichen Schläfchen hin, wartet in Wahrheit aber nur darauf, dass der neue Hoffnung schöpfende Toby ihn überholt, um ihn darauf mit einem pfeilschnellen Überholmanöver erneut zu demütigen. Kurze Zeit später trifft Max auf eine Gruppe von jungen Hasendamen, denen er imponieren will. Er spielt mit sich selbst Baseball und Tennis und schießt einen Pfeil ab, um sich anschließend von ebendiesem Pfeil wie Wilhelm Tell einen Apfel vom Kopf schießen zu lassen.
Mitten in seinem Tun hört er mit einem Mal Jubel. Die Schildkröte nähert sich langsam, aber stetig dem Ziel. Max wirft den Hasendamen Kusshände zu und eilt gen Ziel. Toby jedoch mobilisiert seine letzten Kräfte und erreicht kurz vor dem überraschten Hasen das Ziel – die begeisterte Menge trägt die Schildkröte auf ihren Händen davon.

## Produktion
Die Schildkröte und der Hase entstand im Rahmen der Disney-Trickfilmreihe Silly Symphonies. Er wurde am 5. Januar 1935 veröffentlicht.
Das Drehbuch von Larry Clemons nimmt Bezug auf Äsops Fabel Die Schildkröte und der Hase.

## Auszeichnungen
Die Schildkröte und der Hase wurde 1935 mit dem Oscar in der Kategorie „Bester animierter Kurzfilm“ ausgezeichnet.